# Загваздинское сельское поселение (Омская область)
Загваздинское се́льское поселе́ние — муниципальное образование в Усть-Ишимском районе Омской области Российской Федерации.
Административный центр — село Загваздино.

## История
Статус и границы сельского поселения установлены Законом Омской области от 30 июля 2004 года № 548-ОЗ «О границах и статусе муниципальных образований Омской области»

## Население
| 2010 | 2011 | 2012 | 2013 | 2014 | 2015 | 2016 |
| ---- | ---- | ---- | ---- | ---- | ---- | ---- |
| 836  | ↘832 | ↘802 | ↘760 | ↘745 | ↘731 | ↘718 |
| 2017 | 2018 | 2019 | 2020 | 2021 | 2023 |      |
| ↘706 | ↘682 | ↘663 | ↘650 | ↘591 | ↘551 |      |

## Состав сельского поселения
| № | Населённый пункт | Тип населённого пункта       | Население |
| - | ---------------- | ---------------------------- | --------- |
| 1 | Загваздино       | село, административный центр | 398       |
| 2 | Саургачи         | деревня                      | ↗429      |
| 3 | Саургачи         | посёлок                      | 9         |
| 4 | Суя              | деревня                      | 0         |